# Ives Vlijter
Ives Vlijter (Paramaribo, 6 maart 1982) is een Surinaams voormalig voetballer die speelde als middenvelder.

## Carrière
Vlijter speelde heel zijn carrière voor Inter Moengotapoe. Hij won met de club negen keer de landstitel en twee keer de beker.
Hij speelde tussen 2004 en 2012 voor Suriname, hij speelde elf interlands waarin hij drie keer scoorde.

## Erelijst
- SVB-Eerste Divisie: 2007, 2008, 2010, 2011, 2013, 2014, 2015, 2016, 2017
- Surinaamse voetbalbeker: 2012, 2017
- Suriname President's Cup: 2007, 2010, 2011, 2012, 2013, 2014, 2017